# Щучинськ
Щу́чинськ (каз. Щучинск) — місто, центр Бурабайського району Акмолинської області Казахстану. Адміністративний центр та єдиний населений пункт Щучинської міської адміністрації.

## Географія
Місто розташоване на березі озера Щуче, за 67 км на схід від Кокшетау. Залізнична станція Курорт-Борове. Підприємства залізничного та автомобільного транспорту, заводи «Металіст», скляний; меблева фабрика; харчова промисловість. За 20 км від Щучинська — курорт Бурабай.

## Населення
Населення — 46744 особи (2021; 44106 у 2009, 45254 у 1999, 55539 у 1989).

## Історія
Місто було засноване 1850 року як селище Щуче. 20 квітня 1939 року станиця Щуче отримала статус міста і назву Щучинськ. 2022 року до складу міста була включена територія Бурабайського району площею 2,58 км².

## Люди
В місті народився Васильєв Дмитро Йосипович (1904—1980) — український радянський архітектор.